# Dodamangadi, Ramdurg
Dodamangadi là một làng thuộc tehsil Ramdurg, huyện Belgaum, bang Karnataka, Ấn Độ.